# Das Verlangen
Das Verlangen is een Duitse dramafilm uit 2002 onder regie van Iain Dilthey. Hij won met deze film de Gouden Luipaard op het filmfestival van Locarno.

## Verhaal
Lena is de vrouw van een tirannieke dominee. Het leven van Lena is beperkt tot het huishouden, orgelspel en de huwelijksplichten. De moord op een meisje in het dorp schrikt haar op uit haar monotone bestaan. Ze wordt verliefd op de automonteur Paul. Dan ontdekt ze echter zijn geheim.

## Rolverdeling
- Susanne-Marie Wrage: Lena
- Klaus Grünberg: Johannes
- Robert Lohr: Paul
- Heidemarie Rohwedder: Martha
- Manfred Kranich: Commissaris
- Eva Löbau: Verkoopster
- Wolfgang Packhäuser: Koorleider
- Peter Lerchbaumer: Vader